# 出雲橫田站
出雲橫田站（日语：／ Izumo-Yokota eki */?）是位於島根縣仁多郡奧出雲町橫田，西日本旅客鐵道（JR西日本）木次線的車站。車站愛稱為「奇稻田姬」。

## 歷史
- 1934年（昭和9年）11月20日 - 國有鐵道木次線出雲三成站至八川站之間開通，此站啟用。
  - 當時車站地址為島根縣仁多郡橫田村（日语：横田町）橫田。
- 1941年（昭和16年）7月1日 - 橫田村實施町制，橫田町（日语：横田町）（第一次）成立，車站地址變為島根縣仁多郡橫田町橫田。
- 1957年（昭和32年）9月20日 - 隨著斐上町（日语：横田町）成立，車站地址變為島根縣仁多郡斐上町橫田。
- 1958年（昭和33年）11月1日 - 斐上町改名為橫田町（第二次），車站地址變為島根縣仁多郡橫田町橫田。
- 1987年（昭和62年）4月1日 - 伴隨國鐵分割民營化，車站由西日本旅客鐵道（JR西日本）營運。
- 2001年（平成13年）10月1日 - 木次線CTC化，此站成為簡易委託車站。
- 2005年（平成17年）3月31日 - 隨著奧出雲町成立，車站地址變為島根縣仁多郡奧出雲町橫田。

## 車站構造

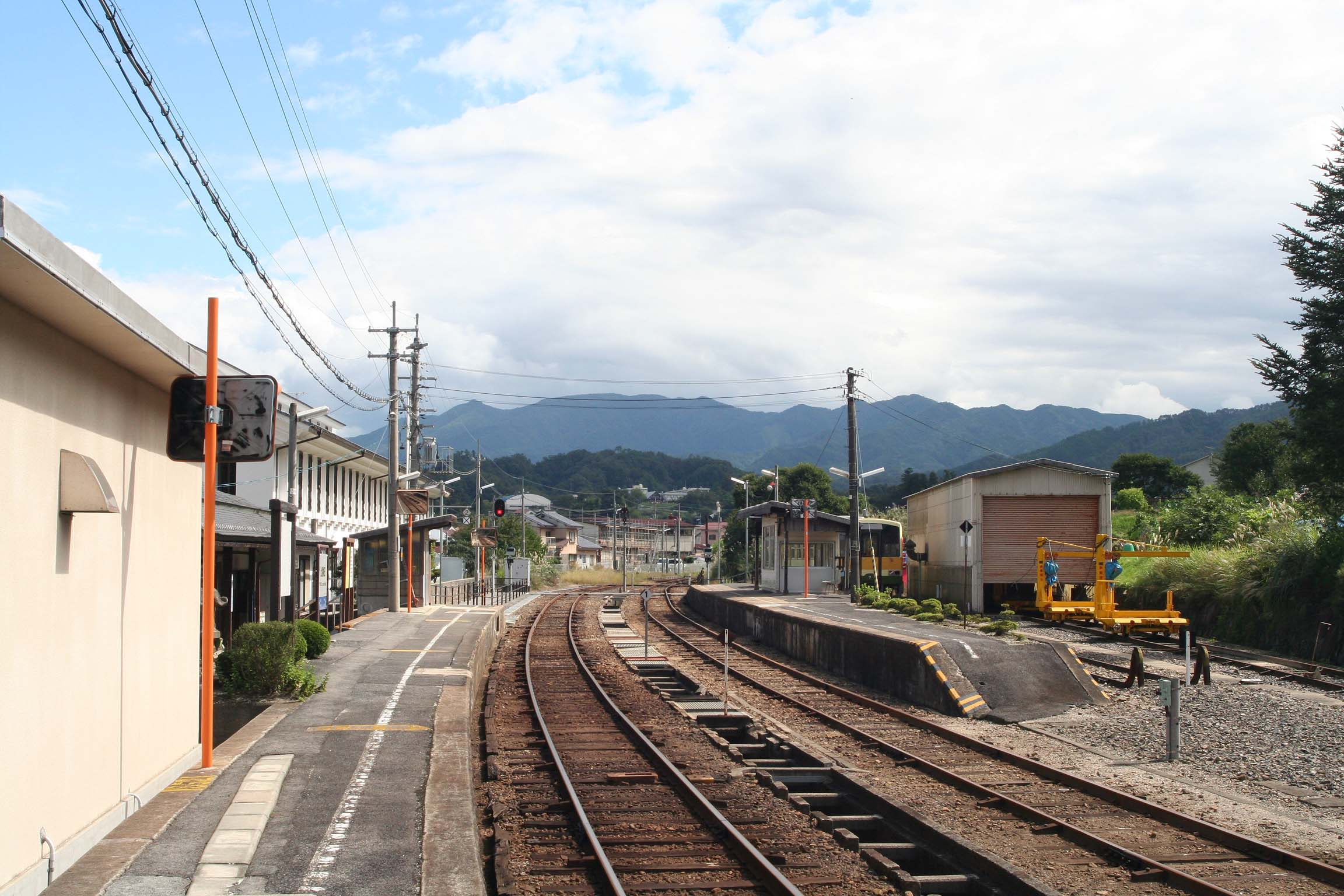
站內（2007年10月3日）

車站是一座地面車站，設有2面2線的相對式月台。以神社為外觀設計的木製車站大樓在1934年（昭和9年）車站啟用當時建成。車站大樓位於2號月台旁。兩月台靠近備後落合一方設有站內平交道。
此站是由木次鐵道部管理的簡易委託車站。
除了星期六晚上至星期日早上外，此站設有列車夜間停泊。

### 月台
| 月台 | 路線   | 上下行 | 方向           | 備註                |
| ---- | ------ | ------ | -------------- | ------------------- |
| 1    | 木次線 | 上行   | 木次、宍道方向 | 從此站出發的2號月台 |
| 2    | 木次線 | 下行   | 備後落合方向   |                     |

- 較多來自宍道的列車於此站折返。此站至備後落合站之間每日只有4個往返班次（包括奧出雲大蛇號）。前往木次方向和備後落合方向的直通列車會在此站停靠超過10分鐘（在2012年3月16日前，除了第二個星期四外，前往備後落合的列車會在此站停留，在停留過後的列車編號會變更）。
- 在此站出發的列車中，折返往宍道方向的班次會停靠在2號月台。

## 車站周邊
站前設有站前廣場，該處保存了臂木式號誌機。
- 雲州算盤傳統產業會館（車站旁）
- 奧出雲町立橫田小學（站前）
- 橫田郵局
- 奧出雲町立橫田中學
- 島根縣立橫田高等學校（日语：島根県立横田高等学校）
- 奧出雲町公所橫田廳舍（舊橫田町公所）
- 斐伊川（日语：斐伊川）
- 國道314號（日语：国道314号）
- POPLAR（日语：ポプラ (コンビニエンスストア)）橫田中央店

## 巴士
- 奧出雲交通（日语：奥出雲交通）

## 使用狀況
根據「島根縣統計書」，以下為近年一日平均乘車人次列表。在1994年度的一日平均乘車人次為337人，1984年度年度的一日平均乘車人次為377人。在2005年度前，此站是木次線內最多人使用的車站，現時被出雲大東站、木次站超越，成為第三位。
| 乘車人次變化 | 乘車人次變化 |
| 年度         | 1日平均人次  |
| ------------ | ------------ |
| 1981         | 218          |
| 1984         | 377          |
| 1994         | 337          |
|              |              |
| 1999         | 265          |
| 2000         | 256          |
| 2001         | 245          |
| 2002         | 249          |
| 2003         | 241          |
| 2004         | 236          |
| 2005         | 200          |
| 2006         | 199          |
| 2007         | 182          |
| 2008         | 180          |
| 2009         | 170          |
| 2010         | 138          |
| 2011         | 122          |
| 2012         | 117          |
| 2013         | 140          |
| 2014         | 115          |
| 2015         | 113          |
| 2016         | 101          |
| 2017         | 100          |
| 2018         | 100          |

## 相鄰車站
西日本旅客鐵道
 木次線
龜嵩－出雲橫田－八川

## 注腳
1. ↑  島根縣統計書

## 外部連結
- 出雲橫田｜車站資訊：JR出門網 - 西日本旅客鐵道（日語）